# اچ‌ام‌اس دفندر (دی۳۶)
اچ‌ام‌اس دفندر (دی۳۶) (به انگلیسی: HMS Defender (D36)) یک کشتی است که طول آن ۱۵۲٫۴ متر () می‌باشد. این کشتی در سال ۲۰۰۹ ساخته شد.